# Allotoca maculata
Allotoca maculata är en fiskart som beskrevs av Smith och Miller, 1980. Allotoca maculata ingår i släktet Allotoca och familjen Goodeidae. IUCN kategoriserar arten globalt som akut hotad. Inga underarter finns listade i Catalogue of Life.